# NGC 3593
NGC 3593 est une galaxie lenticulaire relativement rapprochée et située dans la constellation du Lion. NGC 3593 a été découverte par l'astronome germano-britannique William Herschel en 1784.

## Caractéristiques
NGC 3593 une large raie HI et elle renferme des régions d'hydrogène ionisé. De plus, C'est une galaxie active de type Seyfert 2.

### Distance
Sa vitesse par rapport au fond diffus cosmologique est de 971 ± 24 km/s, ce qui correspond à une distance de Hubble de 14,3 ± 1,1 Mpc (∼46,6 millions d'al).
À ce jour, six mesures non basées sur le décalage vers le rouge (redshift) donnent une distance de 8,712 ± 1,847 Mpc (∼28,4 millions d'al), ce qui est à l'extérieur des valeurs de la distance de Hubble. Cependant, puisque cette galaxie est relativement rapprochée du Groupe local, il est probable que cette valeur soit plus près de la distance réelle de NGC 3593. Notons que c'est avec la valeur moyenne des mesures indépendantes, lorsqu'elles existent, que la base de données NASA/IPAC calcule le diamètre d'une galaxie.

### Galaxie à sursaut de formation d'étoiles
Cette galaxie présente aussi une forte activité de formation d'étoiles, c'est une galaxie à sursaut de formation d'étoiles,. Cette activité se produit dans une bande de gaz entourant le noyau central. Il y a un seul bras qui forme des spirales vers l'extérieur de cet anneau.

### Luminosité dans l'infrarouge
La luminosité de la galaxie NGC 3593 dans l'infrarouge lointain (de 40 à 400 µm)  est égale à 1,20 × 109 {\displaystyle L_{\odot }} (109,08{\displaystyle L_{\odot }}) et sa luminosité totale dans l'infrarouge (de 8 à 1 000 µm) est de 1,66 × 109 {\displaystyle L_{\odot }} (109,22{\displaystyle L_{\odot }}).

## Morphologie

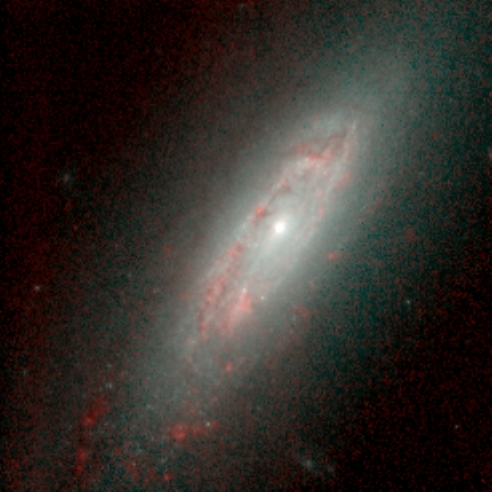
Cette image de NGC 3593 a été réalisée avec les données captées dans le domaine de l'infrarouge par le télescope spatial Hubble.
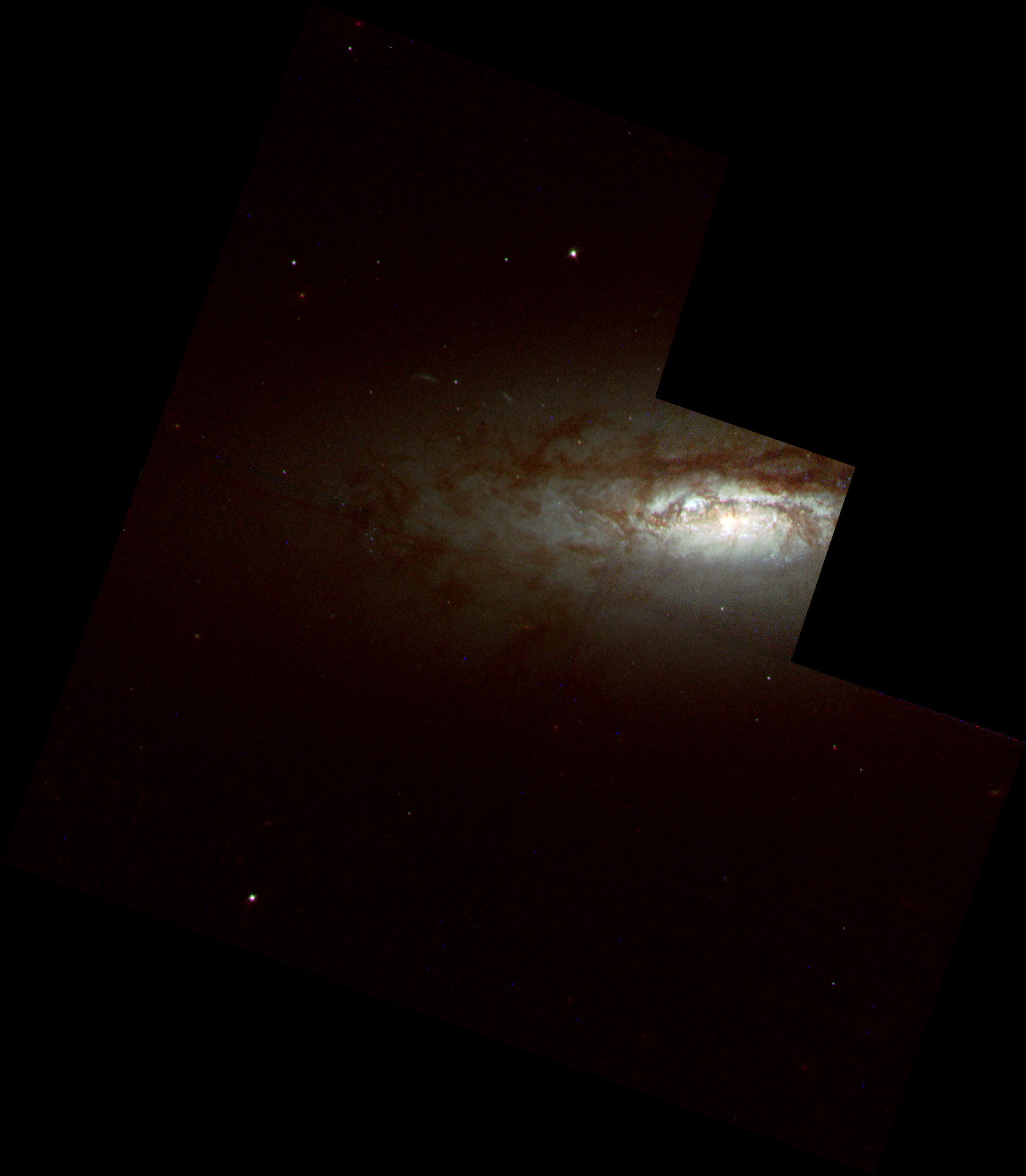
NGC 3593 dans le visible par le télescope spatial Hubble.
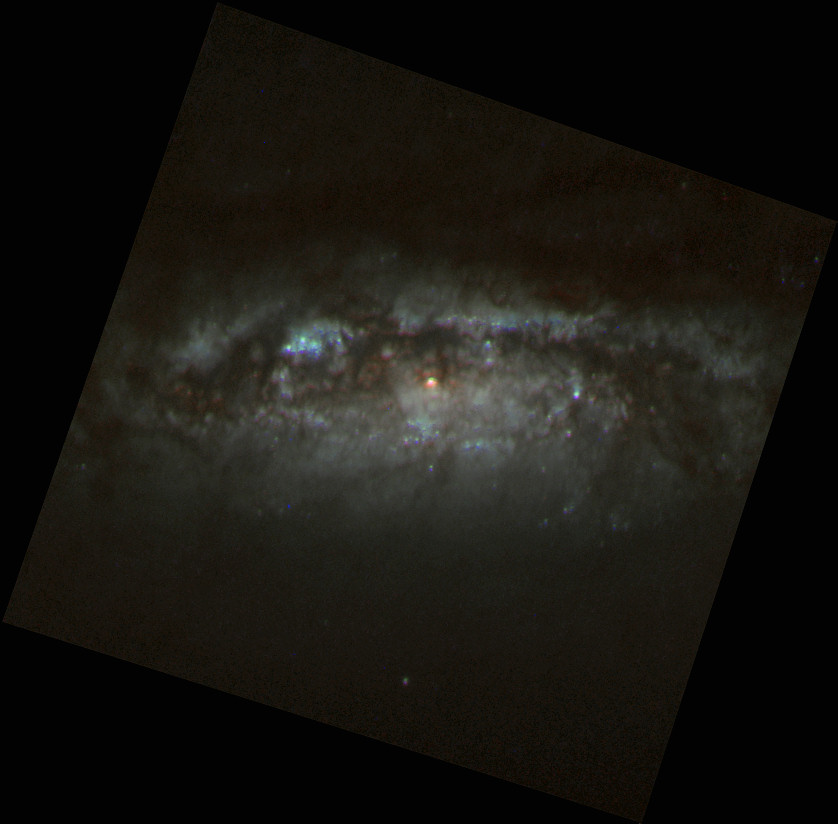
Le centre de NGC 3593 par le télescope spatial Hubble.

NGC 3593 a été utilisée par Gérard de Vaucouleurs comme une galaxie de type morphologique I0 pec ou S0/a pec dans son atlas des galaxies,.
Eskridge, Frogel et Pogge ont publié un article en 2002 décrivant la morphologie de 205 galaxies spirales ou lenticulaires rapprochées. Les observations ont été réalisées dans la bande H de l'infrarouge et dans la bande B (le bleu). Selon Eskridge et ses collègues, NGC 3593 est de type Sa dans la bande B et S0/a dans la bande H. Cette galaxie est vue presque par la tranche. Son noyau ponctuel central est encastré dans un bulbe lumineux et aplati. Le disque de NGC 3593 s'étend à partir du bulbe avec le même angle de position. Le disque interne présente une extinction inégale et aucune caractéristique spiralée ne s'y trouve.

### Galaxie à double courbe de rotation
Il y a peu de galaxies qui présentent des disques d'étoiles et de gaz tournant en sens contraire. NGC 3593 est l'une d'entre elles,. Alors que la plupart des galaxies présentent une seule courbe de rotation, celle des galaxies à double courbe en présentent deux.
On trouve d'autres études détaillées de galaxies qui présentent cette caractéristique : NGC 1366, NGC 4550 et NGC 5719.
Selon un article publié en 1996, il faut noter que des cas semblables sont exceptionnels, moins de 10 % des 28 galaxies lenticulaires (SO) ayant fait l'objet d'observations dans cette étude présentaient des disques tournant en sens contraire.
Les hypothèses pour expliquer cette double rotation font appel à un flux de gaz provenant de l'interaction avec une autre galaxie ou encore d'une fusion galactique. Dans le cas de NGC 3593, une interaction remontant à environ deux milliards d'années serait à l'origine de la double rotation et pour NGC 4550, l'interaction serait beaucoup plus âgée, soit environ sept milliards d'années.

### Un disque entourant le noyau
Grâce aux observations du télescope spatial Hubble, on a détecté un disque de formation d'étoiles autour du noyau de NGC 3593. La taille de son demi-grand axe est estimée à 330 pc (~1 075 années-lumière).

## Trou noir supermassif
Selon un article basé sur les mesures de luminosité de la bande K de l'infrarouge proche du bulbe de NGC 3593, on obtient une valeur de 106,8 {\displaystyle M_{\odot }} (6,3 millions de masses solaires) pour le trou noir supermassif qui s'y trouve.

## Groupe de NGC 3627 (M66)
Selon un article de A.M. Garcia paru en 1993, NGC 3593 est un membre du groupe de NGC 3627. Selon Garcia, ce groupe comprend quatre galaxies. Les trois autres galaxies sont NGC 3623 (M65), NGC 3627 (M66) et NGC 3628. Notons que ces trois galaxies forment ce qui est habituellement appelé le Triplet du Lion.

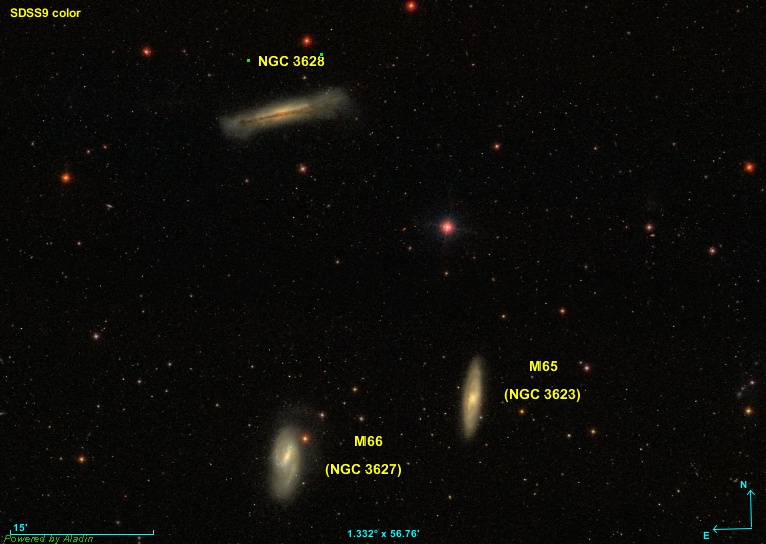
Le Triplet du Lion.

Les quatre galaxies mentionnées par Garcia apparaissent aussi dans un groupe indiqué dans un article publié par Abraham Mahtessian en 1998. Toutefois, le groupe décrit par Mahtessian comprend deux autres galaxies, soit NGC 3596 et NGC 3666. On peut donc conclure que le Triplet du Lion est un sous groupe d'un groupe de galaxies comprenant six membres.

### Les distances des galaxies du groupe de NGC 3627
Deux caractéristiques ressortent des mesures des distances des galaxies de ce groupe, autant de celles obtenues du décalage (distance de Hubble) que des mesures indépendantes du décalage. Premièrement, les distances des deux galaxies retenues par Mahtessian (NGC 3596 et NGC 3666) sont nettement plus grandes que la moyenne des distances des quatre galaxies du groupe de Garcia, qui est de 16,2 ± 1,4 Mpc (∼52,8 millions d'al) ou de 10,2 ± 1,5 Mpc (∼33,3 millions d'al) pour les méthodes indépendantes du décalage. Deuxièmement, toutes les distances obtenues par des méthodes indépendantes sont inférieures aux distances de Hubble. Comme ces galaxies sont relativement rapprochées du Groupe local, leur vitesse propre est non négligeable par rapport à la vitesse produite par l'expansion de l'Univers. La vitesse propre de ces galaxies s'additionne à celle de l'expansion, augmentant ainsi leur décalage vers le rouge. Si au contraire, leur vitesse propre était dans la direction opposée, vers la Voie lactée, leur décalage serait diminué et la distance de Hubble serait alors inférieure à leur distance réelle.